# Henry William Macrosty
Henry William Macrosty (1865 - 19 janvier 1941) est économiste britannique. 

## Biographie
Il est président de la Royal Statistical Society entre 1940 et 1941 .
Macrosty est actif au sein de la Fabian Society pendant de nombreuses années, rédigeant un projet de loi créant une journée de travail de huit heures en 1893, "The Revival of Agriculture: a propose policy for Great Britain" en 1905, et plusieurs autres tracts pour la société. De 1895 à 1906, il siège à l'exécutif de la société .

## Travaux
- Henry William Macrosty, The Trust Movement in British Industry: A Study of Business Organisation, Routledge/Thoemmes Press, 1907 (ISBN 978-0-415-15087-3, lire en ligne)

Bourgin, « Reviewed work: The trust movement in British industry. A study of business organisation, Henry W. MACROSTY », L'Année Sociologique (1896/1897-1924/1925), vol. 11, no ArticleType: book–review / Full publication date: 1906–1909 / Copyright © 1906 Presses Universitaires de France,‎ 1er janvier 1906, p. 616–620 (ISSN 0245-9051, JSTOR 27883290)
F., « The Trust Movement in British Industry », Journal of the Royal Statistical Society, vol. 70, no 2,‎ 1er juin 1907, p. 338–340 (ISSN 0952-8385, DOI 10.2307/2339673, JSTOR 2339673, hdl 2027/pst.000055529570, lire en ligne)
Macgregor, « The Trust Movement in British Industry », The Economic Journal, vol. 17, no 67,‎ 1er septembre 1907, p. 381–383 (ISSN 0013-0133, DOI 10.2307/2220478, JSTOR 2220478, hdl 2027/pst.000055529570, lire en ligne)
Wright, « Reviewed work: The Trust Movement in British Industry, Henry W. Macrosty », Journal of Political Economy, vol. 16, no 1,‎ 1er janvier 1908, p. 42–44 (ISSN 0022-3808, DOI 10.1086/251387, JSTOR 1820745, lire en ligne)
Wiedenfeld, « Zur Charakteristik englischen Unternehmertums », Jahrbücher für Nationalökonomie und Statistik, dritte Folge, vol. 93,‎ 1er janvier 1909, p. 681–686 (ISSN 0021-4027, DOI 10.1515/jbnst-1909-0149, JSTOR 23826002, S2CID 157029691)